# Phthanophaneron harveyi
El ojo de linterna panámica o simplemente linterna es la especie Phthanophaneron harveyi, la única del género monoespecífico Phthanophaneron, un pez marino de la familia anomalópidos distribuido por el este del océano Pacífico, endémico del golfo de California en México.
No se comercializa como alimento pero es buscado para acuariología marina y codiciado con este fin por su bella luminiscencia. Es inofensivo.

## Anatomía
Con el cuerpo comprimido y un color pardo, la longitud máxima descrita fue de 8 cm; tiene 5 espinas en la aleta dorsal y dos en la anal, con 13 escudos abdominales.
Es muy característico y distintivo de esta especie los ojos prominentes con sendos órganos luminiscentes justo debajo de los ojos.

## Hábitat y biología
Vive pegado al fondo marino en aguas subtropicales, a una profundidad entre 32 y 36 metros. Un espécimen se comprobó que vivía en vivía en una empinada ladera arenosa con abundante crecimiento de coral negro.